# Upprepningstvång
Upprepningstvång är ett psykologiskt fenomen som innebär att en person upprepar en traumatisk händelse eller dess förutsättningar. Detta innefattar återupplevande av händelsen och att försätta sig i samma situation som frambringade den och i vilken personen sannolikt kommer att drabbas av liknande trauma igen. Återupplevandet kan ta sig uttryck i drömmar och till och med i hallucinationer.
Termen kan också användas för att beteckna upprepandet av ett beteende eller livsmönster i bredare bemärkelse, vilket är en central del i Sigmund Freuds teori om psykets mekanismer, där upprepningstvånget beskriver ett upprepat beteendemönster som etablerades under en stressande eller svår del av barndomen. Syftet med upprepningstvånget är enligt psykoanalysen att bearbeta och utagera olösta konflikter.
Teorin om den allmänna förekomsten av upprepningstvång ligger som grund för objektrelationsteorin och anknytningsteorin, samt för behandlingsformen KBT.

## Andra begrepp
Den amerikanske psykologen Silvan Tomkins använder i sin skriptteori begreppet kärnskripts. Skriptteorin säger att affekterna tolkas och organiseras i skript. Den minsta beståndsdelen i ett sådant skript är en scen, en episod med början och slut, som inkluderar minst en affekt och ett objekt för affekten. Med tiden blir scenerna organiserade helheter, och omfattar platser, personer, handlingar och kroppsupplevelser. Ett kärnskript är en eller flera sådana scener där något positivt vänds till något dåligt. 
Kännetecknande för kärnskriptet är att individen försöker vänder den dåliga scenen till en bra scen, men upprepar i regel de organiserade principerna, som istället resulterar i att kärnskriptet förstärks och att problemet finns kvar. Kärnskripten representerar påträngande olösta problem, och organiseras enligt Tomkins kring specifika affekter (vilket är Tomkins förklaring till att psykiska störningar är organiserade kring en begränsad mängd teman).